# Monteleone di Spoleto
Monteleone di Spoleto este o comună din provincia Perugia, regiunea Umbria, Italia, cu o populație de 555 locuitori (1 ianuarie 2023) și o suprafață de 62,18 km².

## Demografie
Monteleone di Spoleto - evoluția demografică

|  | Graficele sunt indisponibile din cauza unor probleme tehnice. Mai multe informații se găsesc la Phabricator și la wiki-ul MediaWiki. |

Date: Recensăminte sau birourile de statistică - grafică realizată de Wikipedia